# Peyto Lake
Peyto Lake (pea-toe) jest polodowcowym jeziorem położonym w Parku Narodowym Banff w południowo-zachodniej części prowincji Alberta w Kanadzie.
Jezioro zostało nazwane na cześć Ebenezera Williama Peyto – wczesnego przewodnika i trapera z rejonu Banff.
Podczas lata znaczna część pyłu skalnego z lodowca spływa do jeziora, dają one jasny, turkusowy kolor tafli wody. Dzięki jasnemu kolorowi wody, zdjęcia jeziora często są umieszczane w książkach, magazynach, obszar dookoła jeziora jest popularnym miejscem dla turystów. Peyto Lake jest najlepiej widoczne z Bow Summit, najwyższego szczytu Icefields Parkway.

## Galeria

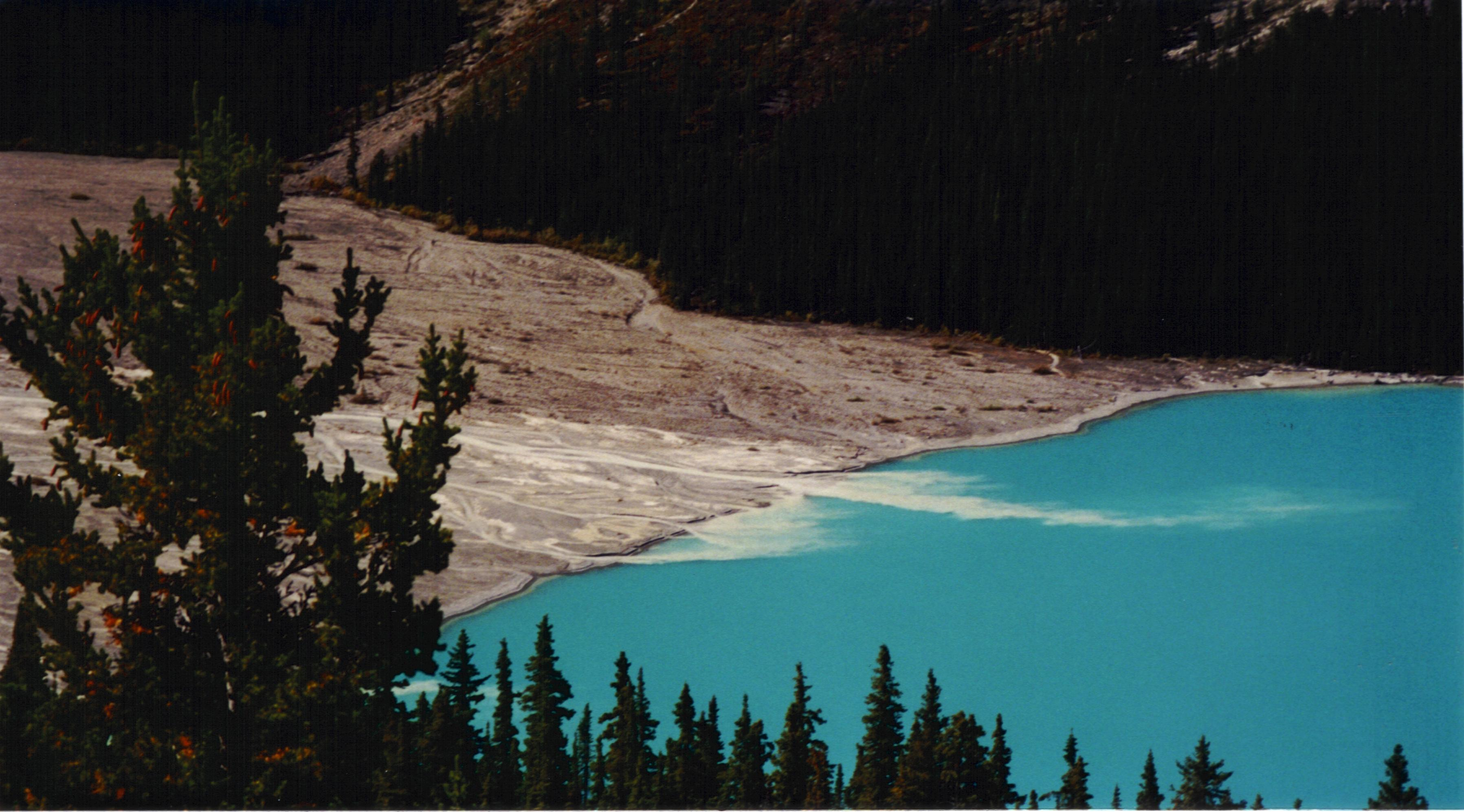
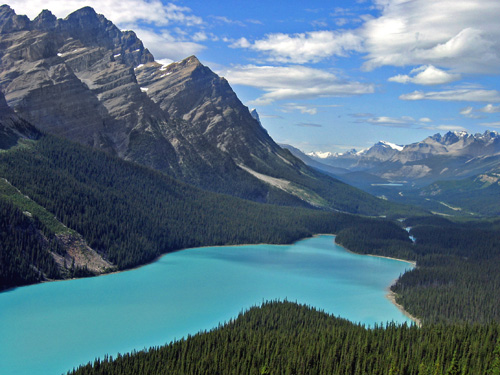
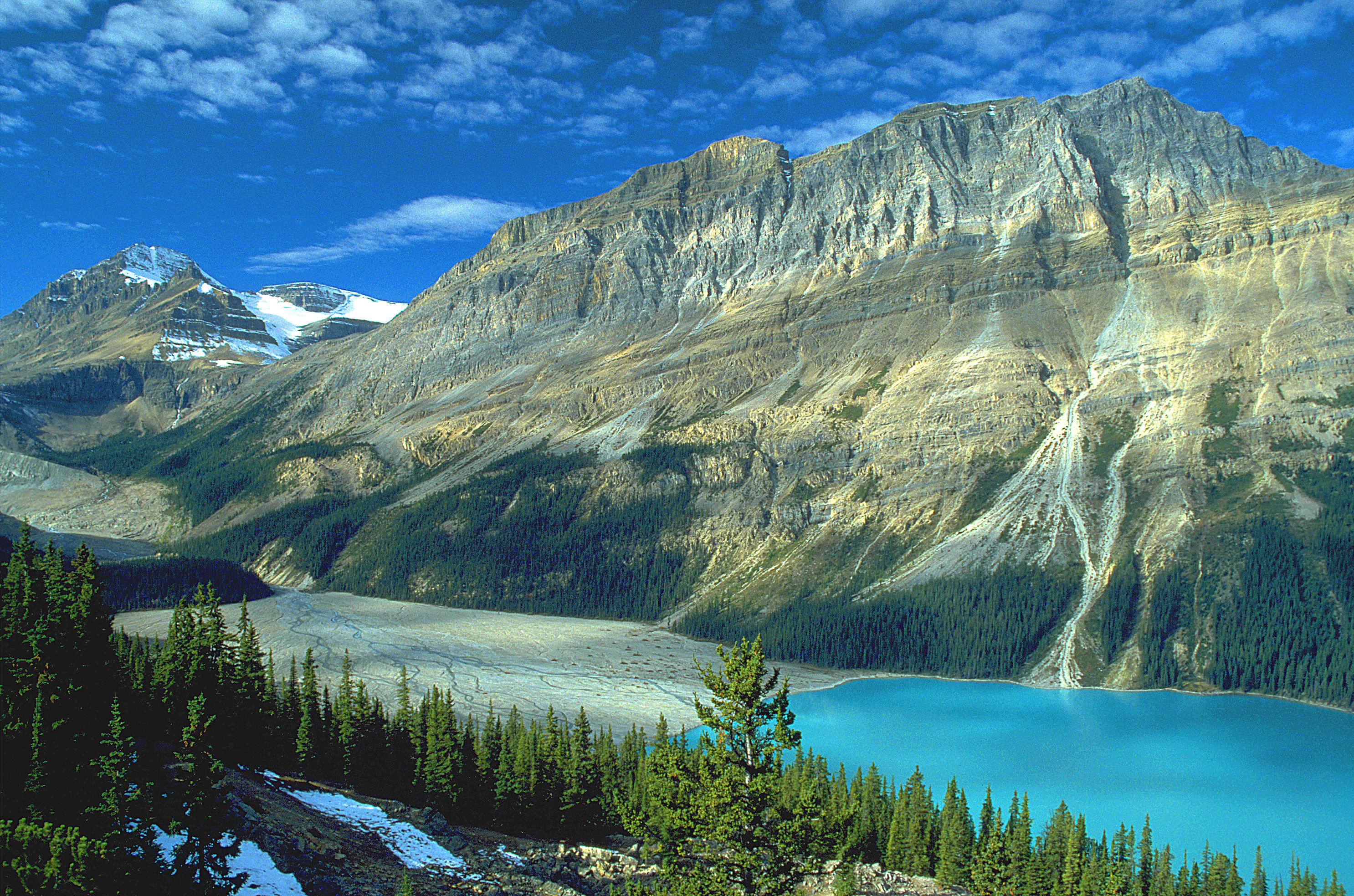

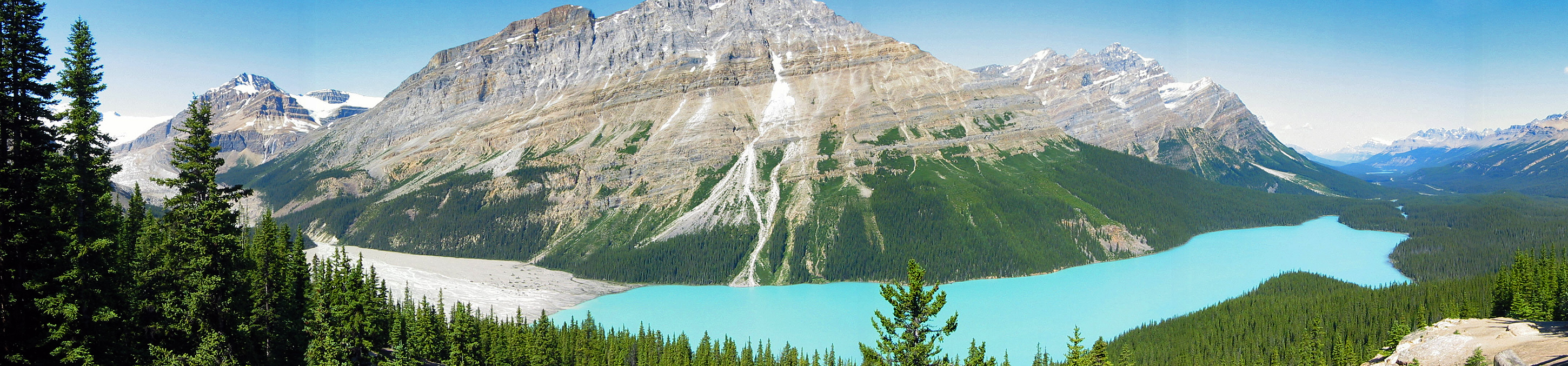
Peyto Lake